# Havasi kövirózsa
A havasi kövirózsa (Sempervivum montanum) a kőtörőfű-virágúak (Saxifragales) rendjébe, ezen belül a varjúhájfélék (Crassulaceae) családjába és a fáskövirózsa-formák (Sempervivoideae) alcsaládjába tartozó faj.

## Előfordulása
A havasi kövirózsa a Pireneusokban, az Alpokban, a Kárpátokban, az Appenninekben és Korzikán őshonos varjúhájféle.

## Megjelenése
Ez a növényfaj 5-20 centiméter magas, évelő, eleinte gömbös, majd kiterülő, 1-5 centiméter széles levélrózsákkal. A levelek lapát alakúak, zöldek, csúcsuk gyakran barnásvörös színű, rövid hegybe futó, élükön és lapjukon sűrűn mirigyszőrösek, szélük nem pillás. A levélrózsa sok vizet tárol. A szár és a tőlevelekhez hasonló levelei mirigyes-borzas szőrűek, vörös befuttatással. A 20-30 milliméter széles virágok hármasával-tízesével végálló bogernyőben helyezkednek el, 12 szirmúak. A szirmok barnásvörösek, élükön mirigyesek, keskeny lándzsásak, a csészeleveleknél kétszer-négyszer hosszabbak, a porzószálak vöröses-ibolyák.

## Életmódja
A havasi kövirózsa 1500-3200 méter magasságban, savanyú talajokon, törmeléken, gyepekben nő. Gyakori. A virágzási ideje július–szeptember között van.

## Hibridei
- Sempervivum × barbulatum Schott (1853) = Sempervivum arachnoideum L. × Sempervivum montanum L.
- Sempervivum × funckii F.Braun ex W.D.J.Koch (1832) = Sempervivum arachnoideum L. × Sempervivum montanum L. × Sempervivum tectorum L.
- Sempervivum × stenopetalum C.B.Lehm. & Schnittsp. (1855) = Sempervivum montanum L. × Sempervivum tectorum L.
- Sempervivum × wolfianum Chenev. (1887) = Sempervivum arachnoideum L. × Sempervivum grandiflorum Haw × Sempervivum montanum L. × Sempervivum tectorum L.

## Rokon fajok
A havasi kövirózsa rokonai a pókhálós kövirózsa (Sempervivum arachnoideum) és a dolomitlakó kövirózsa (Sempervivum dolomiticum).

## Képek

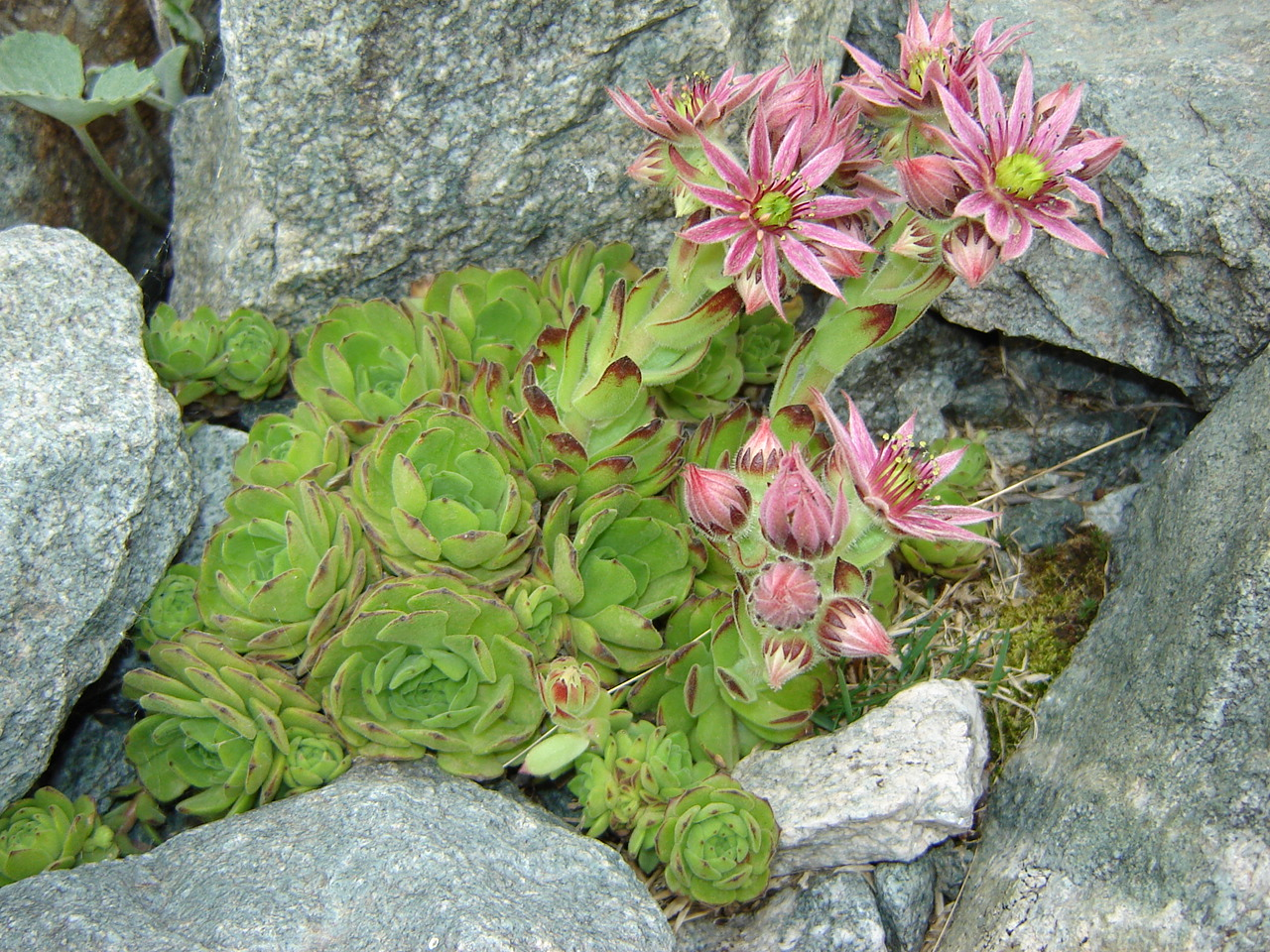
A növény
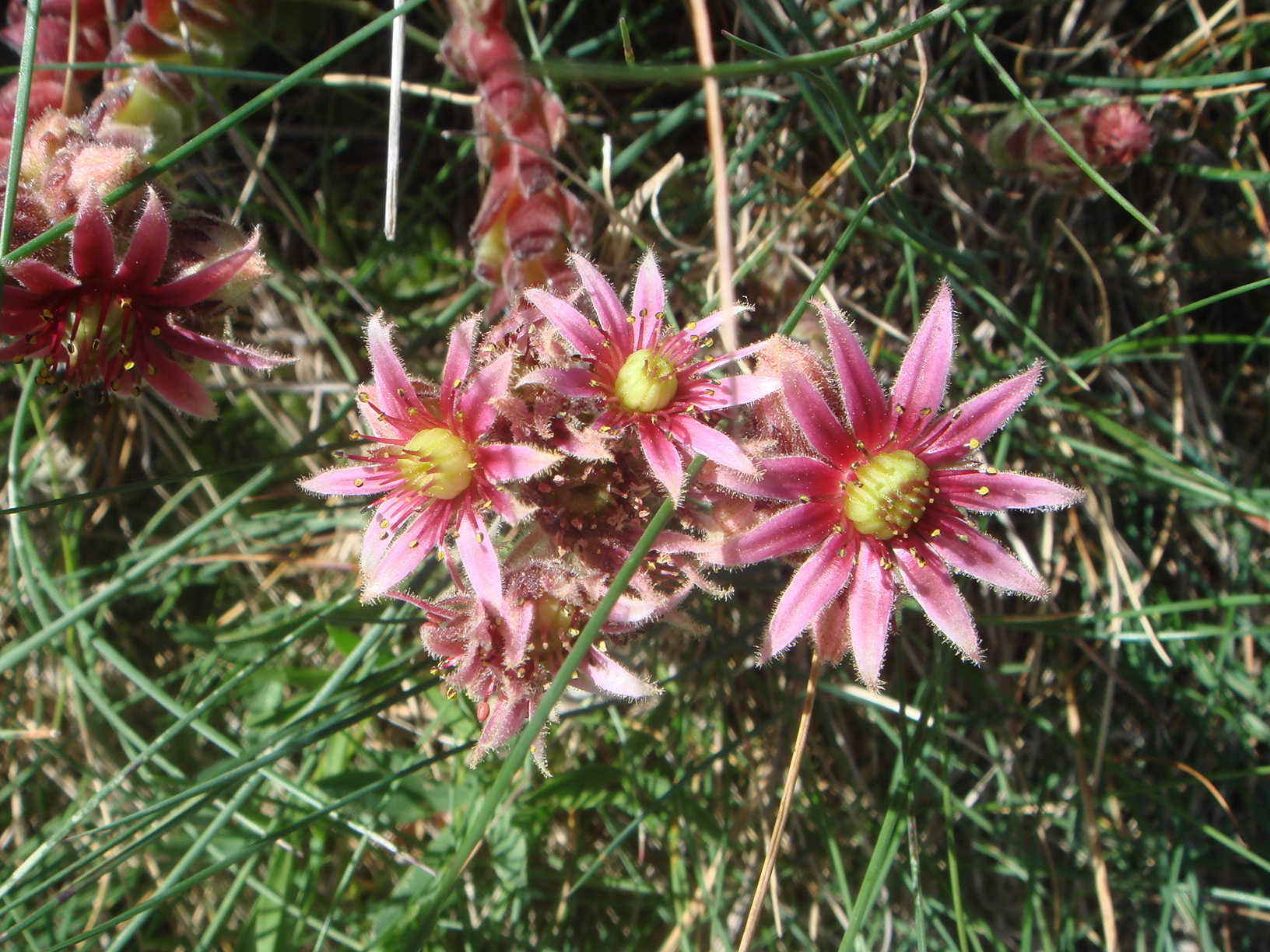
Virágai
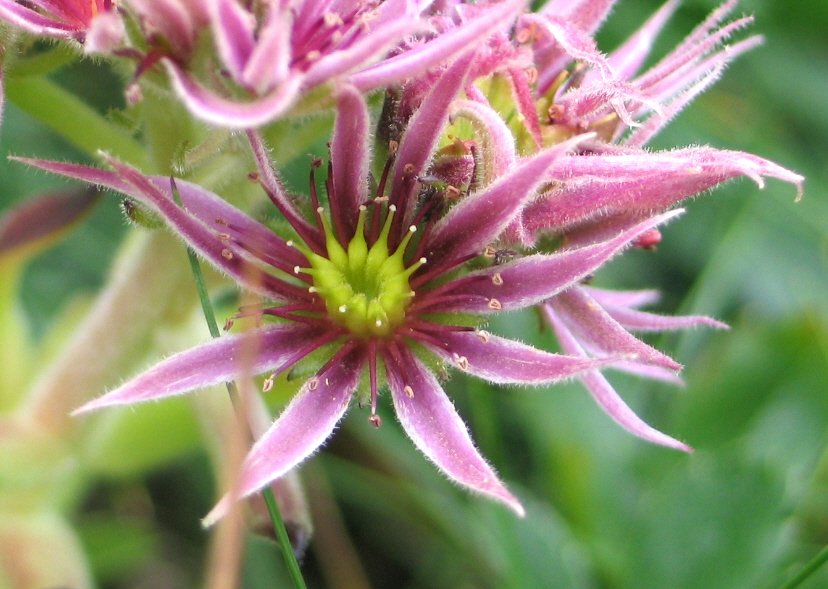
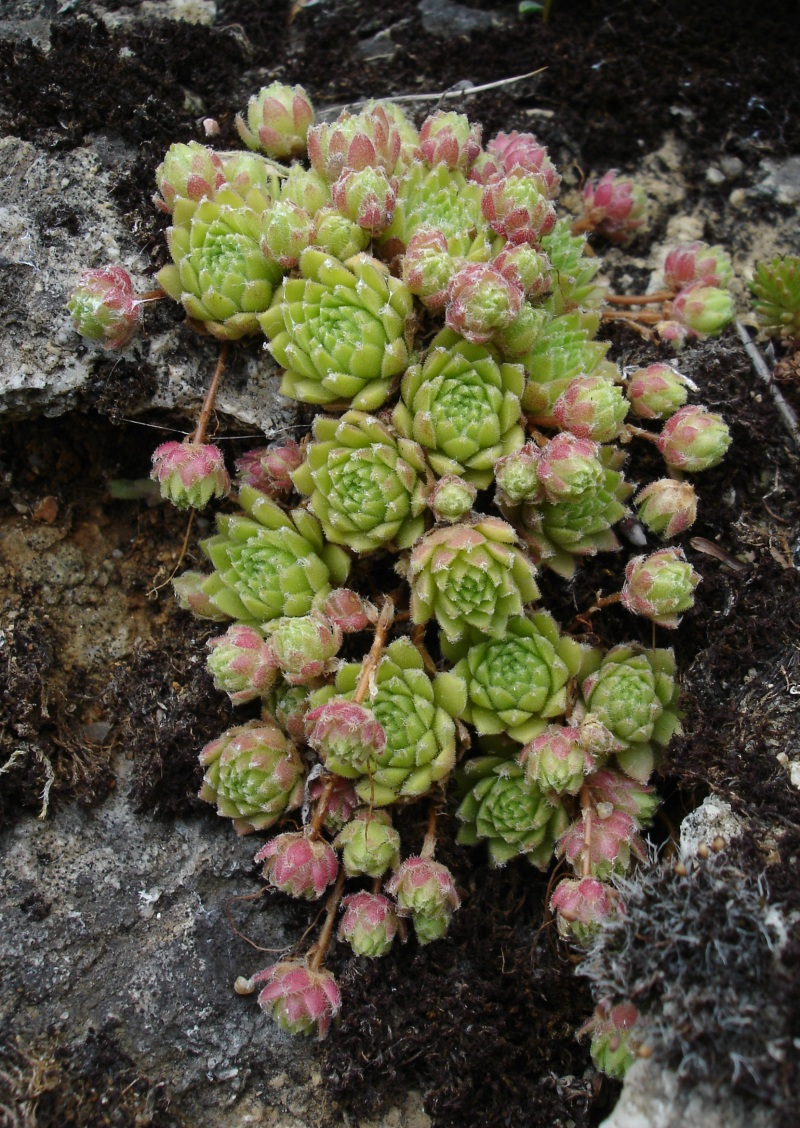
Telepei
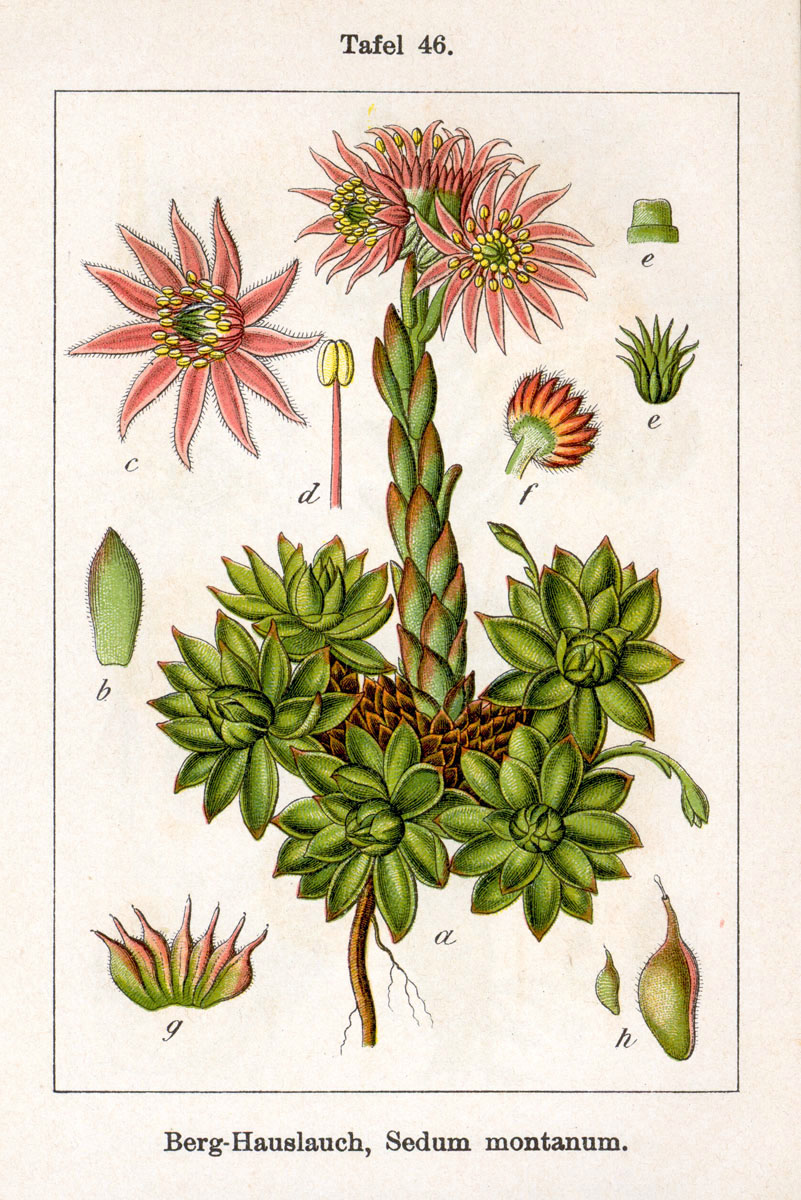
Rajz a növényről